# Sparkle (logiciel)
Pour les articles homonymes, voir Sparkle.
Ne doit pas être confondu avec SPARQL.
Sparkle est un logiciel de web design WYSIWIG réalisé par l'éditeur River SRL et distribué sur le Mac AppStore depuis 2014.

## Fonctionnalités
Le logiciel permet de réaliser un site internet sans apprendre les langages HTML ou CSS. En effet, il suffit de glisser des images ou du texte dans l'éditeur et les agencer à l'endroit voulu pour produire un site au rendu professionnel. Le logiciel peut inclure dans ses pages :
- du texte ;
- des images et galeries d'images ;
- de la vidéo et de l'audio ;
- des cartes de Google Maps ;
- des menus et des boutons ;
- des outils de formulaire (champ, case et bouton radio) ;
- des widgets de réseaux sociaux comme Facebook, Twitter et sur la version Pro Instagram ;
- du code HTML.

Les pages peuvent s'adapter à différents formats d'appareil :
- PCs de bureau ;
- PCs, tablettes au format paysage ;
- Tablettes au format portrait ;
- Smartphones au format paysage ;
- Smartphones au format portrait.

## Produits
Le logiciel est proposé dans 5 offres différentes selon l'utilisation :
- Sparkle Free[3], gratuit mais l'on ne peut publier qu'un seul site comportant 3 pages et une publicité « Made with Sparkle » est affichée ;
- Sparkle Basic[3], avec 10 pages maximum, sans publicité et pour 1 seul site ;
- Sparkle One[3], sans limite de pages et sans publicité mais pour 1 seul site ;
- Sparkle Pro[3], sans aucune limite.

La licence est opérationnelle pour un ou plusieurs Mac personnels.